# مصوبه قانون اساسی کانادا (۱۸۶۷)
قانون اساسی کانادا (۱۸۶۷) (انگلیسی: Constitution Act, 1867)، قانون اساسی کنفدراسیون کانادا مصوبه ۲۹ مارس ۱۸۶۷ در ۱۴۷ اصل بود. این قانون در زمان فرمانروایی ملکه ویکتوریا به تصویب رسید.